# 小林力
小林 力（こばやし りき、1926年8月3日-2016年10月26日）は、日本の小説家。
栃木県足利市生れ。本名読み・つとむ。旧制松本高等学校を経て、1951年東京大学経済学部経済学科卒業。朝日新聞社勤務。定年退職後、大学講師、番組制作編集会社に勤務するかたわら、エッセイなどの執筆活動に入り、『旋風喜平次捕物捌き』で小説家デビュー。

## 作品
- 『旋風喜平次捕物捌き』[学研Ｍ文庫] 2007年
- 『父子目付勝手成敗』学研Ｍ文庫 2008年
- 『深川の隠居 父子目付勝手成敗』学研M文庫 2008年
- 『いかさま奉行　父子目付勝手成敗』学研Ｍ文庫 2009年
- 『斬らずの伊三郎』学研Ｍ文庫 2009年